# كريل مختصر
ايفوزي مختصر أو كريل مختصر (الاسم العلمي: Stylocheiron abbreviatum) هو نوع من الحيوانات البحرية يتبع جنس ايفوزي قلمي اليد من فصيلة الايفوزية.